# Розалинда (спътник)
Вижте пояснителната страница за други значения на Розалинда.
Розалинда е естествен спътник на Уран, носещ името на дъщерята на Дука от пиесата на Шекспир Както го харесваш. Известната информация за спътника е оскъдна.
Спътникът е открит на снимки, заснети от апарата Вояджър 2 на 13 януари 1986 г., и му е дадено предварителното означение S/1986 U 4. Като алтернатива се употребява Уран 13.
Виж още: астероидът 900 Розалинда.